# 도요카와촌 (구마모토현)
도요카와촌(豊川村)은 일본 구마모토현 시모마시키군에 설치되었던 촌이다. 현재의 우키시의 일부에 해당한다.